# Julen Madariaga
Julen Kerman Madariaga Agirre (Bilbao 11. listopada 1932.) je baskijski španjolski političar i odvjetnik, suosnivač baskijske oružane separatističke skupine ETA 1959. godine.
Madariaga je sin baskijskog militanta iz redova EAJ-PNV koji je emigrirao u Čile Nakon španjolskog građanskog rata. Godine 1942. se vratio u Bilbao. Studirao je pravo u Ujedinjenom Kraljevstvu, a na Cambridgeu je doktorirao.
Bio je vođa ETA-e, istaknuti član stranke Herri Batasuna, a kasnije, osnivač političke stranke Aralar i član pacifističke organizacije, Elkarri.
Madariaga je odslužio dugu zatvorsku kaznu i proveo godine u progonstvu, ali je prekinuo svoje veze s ETA-om godine 1989. nakon što je postao razočaran načinom rada skupine. Napustio je Herri Batasunu 1995. nakon što je ta stranka odbila osuditi ETA-ine terorističke napade.
Godine 1986. je stekao francusko državljanstvo.
Uhićen je u lipnju 2006. u Francuskoj na temelju optužbi za iznudu poduzetnika u donošenju financijskih doprinosa ETA-i. Međutim, optužbe su odbačene i on je pušten. 

Ima 10 djece i živi u Sjevernoj Baskiji.